# Buthiadaung–Maungdaw Tramway Company

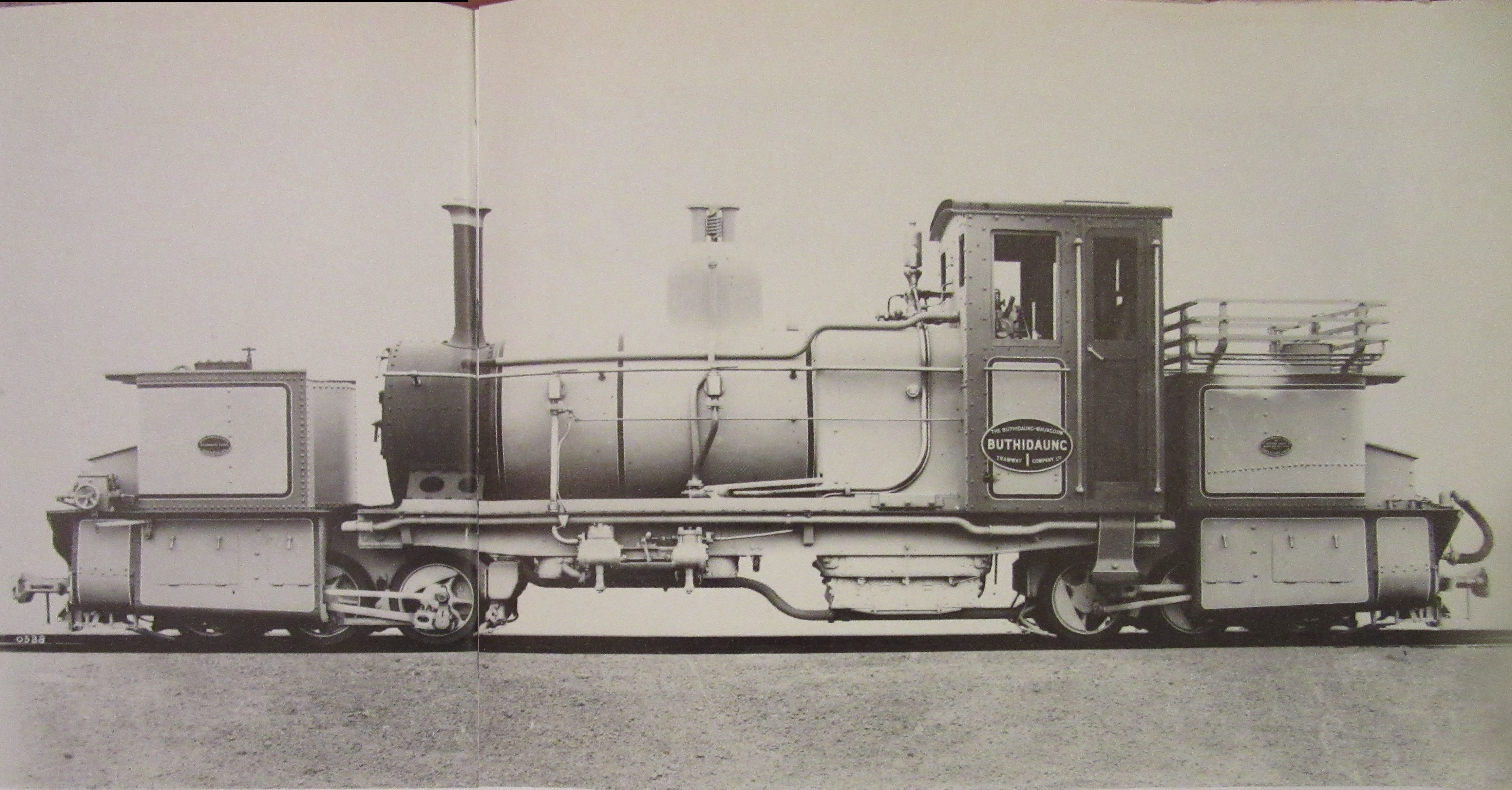
Garratt C’C’. Arakan Flotilla Company, Buthidaung-Maungdaw Tramway Company Ltd, Buthidaung Nr. 1. Kleinste von Beyer-Peacock gebaute Lokomotivart, Werks-Nr. 5702/1913. Spurweite: 762 mm (2 Fuß 6 Zoll)

Die Buthiadaung–Maungdaw Tramway Company wurde im März 1913 von der Arakan Flotilla Company gegründet, um eine 762-mm-Schmalspurbahn von Buthiadaung nach Maungdaw zu bauen, um die Verkehrsverbindungen in dem abgelegenen Gebiet nahe der burmesischen Grenze zum heutigen Bangladesch zu verbessern.

## Bau, Betrieb und Stilllegung
Der Berater war Everard Richard Calthrop (1857–1927), und die Spezifikation basierte auf der Barsi Light Railway, die 1897 eröffnet worden war.
Im Oktober 1916 registrierte die Martin’s Light Railways Company aus Kalkutta die Arakan Light Railway Company, um die Strecke zu kaufen und fertigzustellen. Unterstützt wurde sie dabei von den Regierungen Indiens und Birmas sowie von der Arakan Flotilla Company. Der Vertrag vom 10. Oktober 1916 zwischen dem Secretary of State und der Arakan Light Railway Company Limited ermöglichte den Kauf von der Buthidaung–Maungdaw Tramway Company Limited und des bereits fertiggestellten Streckenabschnitts sowie die Fertigstellung des Baus.
Die Bahn mit einer Streckenlänge von 30 km (18½ Meilen) zwischen Buthiadaung und Maungdaw wurde am 15. Februar 1919 eröffnet, aber die Einnahmen waren enttäuschend und deckten nur die Hälfte der Kosten, was zur Liquidation und zum Verkauf an die indische Regierung führte. Die indische Regierung erwarb sie von den Liquidatoren. Sie legte die Strecke 1926 still und baute die Gleise ab.